# Mesocapromys
Mesocapromys is een geslacht van zoogdieren uit de familie van de stekelratten (Echimyidae). De wetenschappelijke naam van het geslacht werd in 1970 gepubliceerd door Varona. Het geslacht is endemisch op Cuba.

## Soorten
Er worden 5 soorten in dit geslacht geplaatst:
- Mesocapromys angelcabrerai Varona, 1979 - Cabrerahutia
- Mesocapromys auritus (Varona, 1970) - Grootoorhutia
- Mesocapromys melanurus (Poey, 1865)
- Mesocapromys nana (G. M. Allen, 1917) - Dwerghutia
- Mesocapromys sanfelipensis (Varona & Garrido, 1970) - Kleine aardhutia